# Dragonul de foc
Dragonul de foc (în engleză Dragon Fire) este un film SF de acțiune de arte marțiale din 1993, care are loc într-un distopic oraș Los Angeles în anul 2050. Este notabil pentru distribuția a numeroși campioni de kickboxing ca actori.

## Prezentare
În 2050, cei mai puternici oameni își fac dreptate cu armele sau cu forța pumnilor. Astronautul nu va face excepție de la regulă după ce află că fratele lui, campion la kickboxing, a fost omorât.

## Distribuție
- Dominick LaBanca - Laker Powers
- Pamela Pond - Marta
- Kisu - Slick
- Harold Hazeldine - Eddie
- Charles Philip Moore - Low-Ball
- Michael Blanks - Ahmed Mustafa
- Dennis Keiffer - Johnny Powers
- Roy Boesch - oficial
- Manuel Luben - Manolo
- Randall Shiro Ideishi - Li (ca Randy Ideishi)
- Richard Fuller - lui Hulk
- John Arthur - Black Ice
- Val Mijailovic - Morales
- Rae Manzon - Kemal
- Laura Neustedter - luptătoare
- Carolyn Raimondi - luptătoare
- Marc Wilder - Waheed
- Deon Edwards - Rankin